# André III de Vladimir
Pour les articles homonymes, voir André III.
André III Alexandrovitch (1255-1304) fut grand-prince de Vladimir de 1281 à 1283 puis de 1294 à sa mort.
Troisième fils d'Alexandre Nevski, il s'est battu contre son frère Dimitri Ier pour avoir le pouvoir. Cette lutte s'est terminée en 1294 quand Dimitri a abandonné le trône. André III meurt le 27 juillet 1304 à Landskrom.